# 24K Magic (singolo)
24K Magic è un singolo del cantautore statunitense Bruno Mars, pubblicato il 7 ottobre 2016 come primo estratto dall'album omonimo.

## Video musicale
Il video musicale, pubblicato il 6 ottobre 2016, mostra un aereo privato, una discoteca, un hotel e una macchina, luoghi dove i protagonisti del video si esibiscono.

## Classifiche

### Classifiche settimanali
| Classifica (2016-17) | Posizione massima |
| -------------------- | ----------------- |
| Australia            | 3                 |
| Austria              | 22                |
| Belgio (Fiandre)     | 1                 |
| Belgio (Vallonia)    | 3                 |
| Canada               | 3                 |
| Danimarca            | 18                |
| Filippine            | 9                 |
| Francia              | 1                 |
| Germania             | 14                |
| Irlanda              | 10                |
| Israele              | 48                |
| Italia               | 16                |
| Lussemburgo          | 7                 |
| Libano               | 3                 |
| Norvegia             | 16                |
| Nuova Zelanda        | 1                 |
| Paesi Bassi          | 5                 |
| Polonia              | 40                |
| Portogallo           | 4                 |
| Regno Unito          | 5                 |
| Repubblica Ceca      | 13                |
| Slovenia             | 19                |
| Spagna               | 9                 |
| Stati Uniti          | 4                 |
| Svezia               | 22                |
| Svizzera             | 9                 |
| Ungheria             | 15                |

### Classifiche di fine anno
| Classifica (2016) | Posizione |
| ----------------- | --------- |
| Australia         | 59        |
| Belgio (Fiandre)  | 48        |
| Francia           | 99        |
| Classifica (2017) | Posizione |
| Brasile           | 134       |